# Despotovac
Despotovac (serbo: Деспотовац) è una città e una municipalità del distretto di Pomoravlje nella parte centro-orientale della Serbia centrale. Il suo nome deriva dalla parola serba per indicare un despota.